# Leirinmore
Leirinmore (Schots-Gaelisch: An Leithrinn Mhòr) is een kustdorp in het noorden van de Schotse lieutenancy Sutherland in het raadsgebied Highland.
In de buurt van Leirinmore ligt Smoo Cave, een grot.